# De Ashi Barai
La tecnica di Judo chiamata De Ashi Barai (出足払?), conosciuta anche come Deashi Harai, è la prima delle 8 tecniche del Dai Ikkyo.Tecnica con l'uso prevalente delle gamba (ashi-waza). La mossa consiste nel levare la gamba d'appoggio avanzata con una falciata del piede repentina e secca con la coordinazione del movimento delle braccia.
Infatti la traduzione del nome della tecnica è Spazzata sulla gamba(piede) avanzata.
Questa è una delle prime mosse che vengono insegnate agli allievi. Il suo gruppo, denominato Dai Ikkyo, è il primo dei 5 gruppi del Go kyo del 1895.